# 潘延
潘延（1972年4月12日—），藝名“豆豆”，江蘇南京人，是上海文化廣播影視集團文藝頻道主持人，主要主持少兒節目。

## 曾主持的節目
- 《青少年才藝電視大賽》
- 《智力大沖浪》
- 《動漫航線》
- 《APEC通用英語100句》
- 英語遊戲節目《芝麻英語大家玩》
- 化裝表演節目《開心百變》
- 中學生數學遊戲節目《12345》
- 音樂節目《牛牛兒童音樂世界》
- 中學生遊戲節目《天天向上》
- “2000上海國際少年兒童文化藝術節 ”開幕式晚會
- 2003年、2002年、2001年、2000年“藍天下的至愛”上海孤殘兒童聯歡會
- 1998年—2003年，曆年上海春節聯歡晚會、中秋晚會等

## 參演節目
- 《智力大沖浪》、《歡樂大世界》、《幸福快車》等
- 室內情景喜劇《紅茶坊》
- 2003年4月在滑稽戲《獨養囡囡》飾 阿蘭
- 2002年4月在大型悲喜劇《啼笑因緣》飾 俠女關秀姑
- 司徒公斷案（電視劇）

## 獲獎情況
- 2002年5月 榮獲上海市“十大傑出青年”稱號
- 2001年9月 榮獲“全國百優節目主持人”稱號
- 2001年7月 論文《談電視節目主持人的表演》獲全國理論創新學術成果“一等獎”
- 2001年12月 被上海市兒童少年活動基金會授予“愛心大使”[1]
- 2000年 榮獲共青團上海市委授予的“新長征突擊手標兵”稱號[2]
- 1999年 榮獲上海市“先進女職工標兵”稱號
- 2000年 榮獲上海電視臺“十佳電視人”稱號
- 1999年 榮獲上海電視臺“十佳電視人”稱號
- 1996年 榮獲上海電視臺“優秀節目主持人”一等獎

## 外部連結
- 相關簡介

1. ↑  . www.shtong.gov.cn.   [2022-02-11]. （原始内容存档于2022-02-11）.
2. ↑  . www.shtong.gov.cn.   [2022-02-11]. （原始内容存档于2022-02-11）.